# 砲台公園城

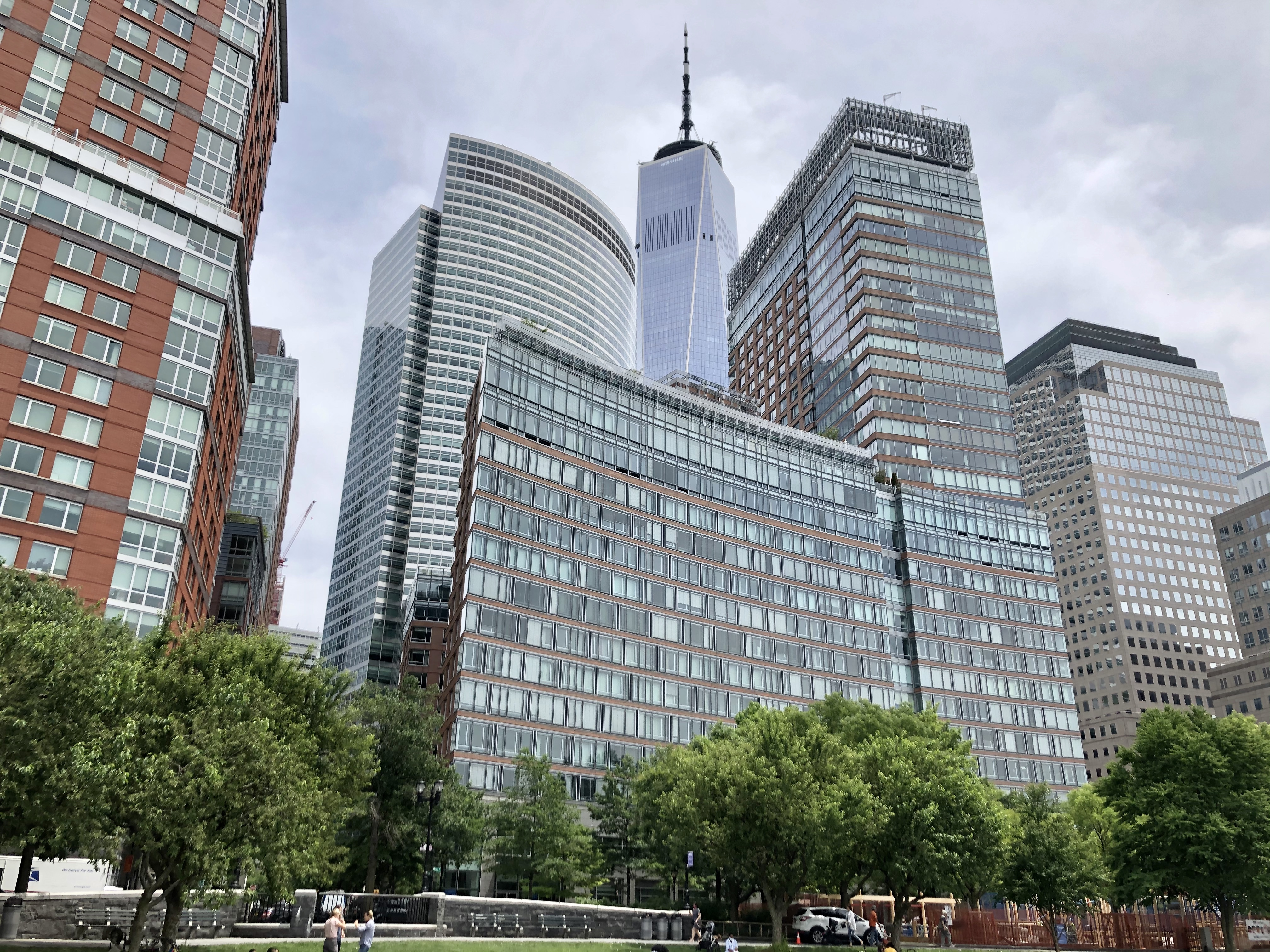
砲台公園城天際線

砲台公園城（英語：Battery Park City）是美國紐約市曼哈頓下城的一個都市開發區，位於哈德遜河入海口，東北是翠貝卡，東側是曼哈頓金融區，東南是砲台公園。西側的哈德遜河對岸則是紐澤西州的澤西市。砲台公園城由修建世界貿易中心和哈德遜河過河隧道挖出的泥土填埋而成，現在這一地區聚集了大量高層建築和高檔住宅，包括布魯克菲爾德廣場（原名世界金融中心）、韦斯特街200号（高盛總部大樓）等大型商辦。